# 토타 풀크라 에스

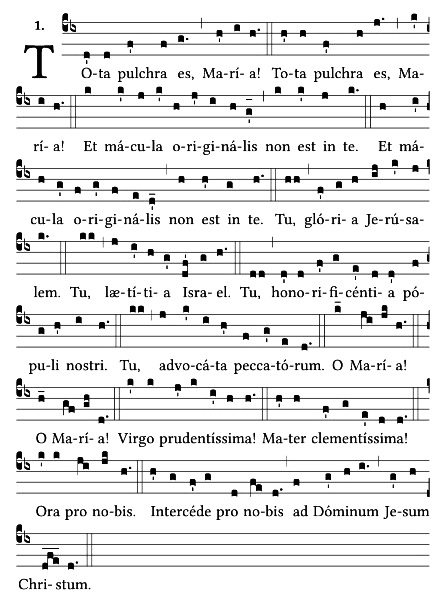

토타 풀크라 에스(Tota pulchra es)는 4세기로부터 전해내려오는 천주교 기도문이다.

## 개요
제목은 "당신(성모 마리아)은 완전히 아름답다"이며, 가사는 원죄 없는 잉태를 내용으로 한다. 유딧기와 아가 4장 7절에서 가져온 구절도 포함되어 있다.
이 기도는 원죄 없이 잉태되신 복되신 동정 마리아 대축일(12월 8일)의 9일 전부터 9일기도와 같이 다른 네 가지 성모찬송과 마찬가지로 만송으로 부른다.
주된 네 가지 성모찬송에는 포함되지 않으나, 로마에서 만송의 형태로 부르고 있다.
토타 풀크라 에스에 음악을 붙인 작곡가로는 안톤 브루크너, 파블로 카잘스, 모리스 뒤뤼플레 등이 있다.

## 가사
Tota pulchra es, Maria. Et macula originalis non est in Te.  Tu gloria Ierusalem. Tu laetitia Israel.  Tu honorificentia populi nostri. Tu advocata peccatorum.  O Maria, O Maria.  Virgo prudentissima. Mater clementissima.  Ora pro nobis.  Intercede pro nobis. Ad Dominum Iesum Christum.
마리아여, 당신은 온전히 아름다우시고,
원죄에 물듦이 없나이다.
당신은 예루살렘의 영광, 이스라엘의 기쁨,
우리 겨레의 자랑이시며, 죄인들의 변호자이시나이다.
오 마리아, 오 마리아.
지혜로운 동정녀, 자애로우신 어머니
저희를 위하여 빌어주소서.
저희를 위하여 우리 주 예수 그리스도께 빌어주소서.